# Çiçekyayla, Bozkurt
Çiçekyayla là một xã thuộc huyện Bozkurt, tỉnh Kastamonu, Thổ Nhĩ Kỳ. Dân số thời điểm năm 2008 là 114 người.